# Circoscrizione Piemonte 2
La circoscrizione Piemonte 2 è una circoscrizione elettorale italiana per l'elezione della Camera dei deputati.

## Storia e territorio
La circoscrizione venne istituita dalla legge Mattarella (legge 4 agosto 1993, n. 277) e sostituiva, accorpandole, la circoscrizione Cuneo-Alessandria-Asti e parte della circoscrizione Torino-Novara-Vercelli, in vigore per tutte le elezioni politiche in Italia dal 1948 al 1992. Fu confermata nelle successive legge Calderoli (legge 21 dicembre 2005, n. 270) e legge Rosato (legge 3 novembre 2017, n. 165).
Il territorio della circoscrizione coincide alle 8 province di Alessandria, Asti, Biella, Cuneo, Novara, Verbano-Cusio-Ossola e Vercelli, quindi all'intera regione Piemonte meno la città metropolitana di Torino.

## Dal 1993 al 2005

### Collegi uninominali
| Mappa | Collegio             | Province e comuni                  |
| --- | -------------------- | ---------------------------------- |
| | 1. Alba              | Provincia di Cuneo                 |
| - Alba - Albaretto della Torre - Arguello - Baldissero d'Alba - Barbaresco - Barolo - Benevello - Borgomale - Bossolasco - Bra - Canale - Castagnito - Castiglione Falletto - Ceresole d'Alba - Cerretto Langhe - Cervere - Cherasco - Cissone - Corneliano d'Alba - Cortemilia - Cravanzana - Diano d'Alba - Grinzane Cavour - Guarene - La Morra - Lequio Berria - Magliano Alfieri - Monforte d'Alba - Montà - Montaldo Roero - Montelupo Albese - Monteu Roero - Narzole - Neviglie - Novello - Piobesi d'Alba - Pocapaglia - Roddi - Roddino - Rodello - Sanfrè - Santa Vittoria d'Alba - Santo Stefano Roero - Serralunga d'Alba - Serravalle Langhe - Sinio - Somano - Sommariva Perno - Sommariva del Bosco - Treiso - Trezzo Tinella - Verduno - Vezza d'Alba | 1. Alba              |                                    |
| | 2. Savigliano        | Provincia di Cuneo                 |
| - Acceglio - Bagnolo Piemonte - Barge - Bellino - Brondello - Brossasco - Canosio - Caramagna Piemonte - Cardè - Cartignano - Casalgrasso - Casteldelfino - Castellar - Cavallerleone - Cavallermaggiore - Celle di Macra - Crissolo - Dronero - Elva - Envie - Faule - Frassino - Gambasca - Genola - Isasca - Lagnasco - Macra - Manta - Marene - Marmora - Martiniana Po - Melle - Monasterolo di Savigliano - Moretta - Murello - Oncino - Ostana - Paesana - Pagno - Piasco - Polonghera - Pontechianale - Prazzo - Racconigi - Revello - Rifreddo - Roccabruna - Rossana - Ruffia - Saluzzo - Sampeyre - San Damiano Macra - Sanfront - Savigliano - Scarnafigi - Stroppo - Torre San Giorgio - Valmala - Venasca - Verzuolo - Villanova Solaro - Villar San Costanzo | 2. Savigliano        |                                    |
| | 3. Fossano           | Provincia di Cuneo                 |
| - Alto - Bagnasco - Bastia Mondovì - Battifollo - Beinette - Belvedere Langhe - Bene Vagienna - Bonvicino - Briaglia - Briga Alta - Camerana - Caprauna - Carrù - Castellino Tanaro - Castelnuovo di Ceva - Ceva - Chiusa di Pesio - Cigliè - Clavesana - Dogliani - Farigliano - Fossano - Frabosa Soprana - Frabosa Sottana - Garessio - Gottasecca - Igliano - Lequio Tanaro - Lesegno - Lisio - Magliano Alpi - Margarita - Marsaglia - Mombarcaro - Mombasiglio - Monastero di Vasco - Monasterolo Casotto - Monchiero - Mondovì - Monesiglio - Montaldo di Mondovì - Montezemolo - Monticello d'Alba - Morozzo - Murazzano - Niella Tanaro - Nucetto - Ormea - Pamparato - Paroldo - Perlo - Peveragno - Pezzolo Valle Uzzone - Pianfei - Piozzo - Priero - Priocca - Priola - Prunetto - Roascio - Roburent - Rocca Cigliè - Rocca de' Baldi - Roccaforte Mondovì - Sale San Giovanni - Sale delle Langhe - Saliceto - Salmour - San Benedetto Belbo - San Michele Mondovì - Sant'Albano Stura - Scagnello - Torre Mondovì - Torresina - Trinità - Vicoforte - Villanova Mondovì - Viola        | 3. Fossano           |                                    |
| | 4. Cuneo             | Provincia di Cuneo                 |
| - Aisone - Argentera - Bernezzo - Borgo San Dalmazzo - Boves - Busca - Caraglio - Castelletto Stura - Castelmagno - Centallo - Cervasca - Costigliole Saluzzo - Cuneo - Demonte - Entracque - Gaiola - Limone Piemonte - Moiola - Montanera - Montemale di Cuneo - Monterosso Grana - Pietraporzio - Pradleves - Rittana - Roaschia - Robilante - Roccasparvera - Roccavione - Sambuco - Tarantasca - Valdieri - Valgrana - Valloriate - Vernante - Vignolo - Villafalletto - Vinadio - Vottignasco | 4. Cuneo             |                                    |
| | 5. Canelli           | Provincia di Asti                  |
| - Agliano Terme - Antignano - Azzano d'Asti - Belveglio - Bruno - Bubbio - Calamandrana - Calosso - Canelli - Cassinasco - Castagnole delle Lanze - Castel Boglione - Castel Rocchero - Castelletto Molina - Castello di Annone - Castelnuovo Belbo - Castelnuovo Calcea - Cellarengo - Celle Enomondo - Cerro Tanaro - Cessole - Cisterna d'Asti - Coazzolo - Cortiglione - Costigliole d'Asti - Dusino San Michele - Ferrere - Fontanile - Incisa Scapaccino - Isola d'Asti - Loazzolo - Maranzana - Moasca - Mombaldone - Mombaruzzo - Mombercelli - Monastero Bormida - Mongardino - Montabone - Montaldo Scarampi - Montegrosso d'Asti - Nizza Monferrato - Olmo Gentile - Quaranti - Revigliasco d'Asti - Rocca d'Arazzo - Roccaverano - Rocchetta Palafea - Rocchetta Tanaro - San Damiano d'Asti - San Giorgio Scarampi - San Martino Alfieri - San Marzano Oliveto - San Paolo Solbrito - Serole - Sessame - Vaglio Serra - Valfenera - Vesime - Vigliano d'Asti - Villanova d'Asti - Vinchio                                                                                                 | 5. Canelli           |                                    |
| Provincia di Cuneo | 5. Canelli           |                                    |
| - Bergolo - Bosia - Camo - Castelletto Uzzone - Castellinaldo - Castiglione Tinella - Castino - Cossano Belbo - Feisoglio - Gorzegno - Govone - Levice - Mango - Neive - Niella Belbo - Perletto - Rocchetta Belbo - Santo Stefano Belbo - Torre Bormida | 5. Canelli           |                                    |
| | 6. Asti              | Provincia di Asti                  |
| - Albugnano - Aramengo - Asti - Baldichieri d'Asti - Berzano di San Pietro - Buttigliera d'Asti - Calliano - Camerano Casasco - Cantarana - Capriglio - Casorzo - Castagnole Monferrato - Castell'Alfero - Castellero - Castelnuovo Don Bosco - Cerreto d'Asti - Chiusano d'Asti - Cinaglio - Cocconato - Colcavagno - Corsione - Cortandone - Cortanze - Cortazzone - Cossombrato - Cunico - Frinco - Grana Monferrato - Grazzano Badoglio - Maretto - Monale - Moncalvo - Moncucco Torinese - Montafia - Montechiaro d'Asti - Montemagno - Montiglio - Moransengo-Tonengo - Passerano Marmorito - Penango - Piea - Pino d'Asti - Piovà Massaia - Portacomaro - Refrancore - Roatto - Robella - Scandeluzza - Scurzolengo - Settime - Soglio - Tigliole - Tonco - Viale - Viarigi - Villa San Secondo - Villafranca d'Asti | 6. Asti              |                                    |
| | 7. Casale Monferrato | Provincia di Alessandria           |
| - Alfiano Natta - Altavilla Monferrato - Balzola - Borgo San Martino - Bozzole - Camagna Monferrato - Camino - Casale Monferrato - Castelletto Merli - Castelletto Monferrato - Cella Monte - Cereseto - Cerrina Monferrato - Coniolo - Conzano - Cuccaro Monferrato - Frassinello Monferrato - Frassineto Po - Gabiano - Giarole - Lu - Mirabello Monferrato - Mombello Monferrato - Moncestino - Morano sul Po - Murisengo - Occimiano - Odalengo Grande - Odalengo Piccolo - Olivola - Ottiglio - Ozzano Monferrato - Pecetto di Valenza - Pomaro Monferrato - Pontestura - Ponzano Monferrato - Quargnento - Rosignano Monferrato - Sala Monferrato - San Giorgio Monferrato - San Salvatore Monferrato - Serralunga di Crea - Solonghello - Terruggia - Ticineto - Treville - Valenza - Valmacca - Vignale Monferrato - Villadeati - Villamiroglio - Villanova Monferrato | 7. Casale Monferrato |                                    |
| | 8. Alessandria       | Provincia di Alessandria           |
| - Alessandria - Casal Cermelli - Castellazzo Bormida - Castelspina - Felizzano - Fubine - Masio - Montecastello - Oviglio - Pietra Marazzi - Piovera - Quattordio - Rivarone - Solero | 8. Alessandria       |                                    |
| | 9. Novi Ligure       | Provincia di Alessandria           |
| - Alluvioni Cambiò - Alzano Scrivia - Avolasca - Basaluzzo - Bassignana - Berzano di Tortona - Bosco Marengo - Brignano-Frascata - Carbonara Scrivia - Carezzano - Casalnoceto - Casasco - Cassano Spinola - Castellar Guidobono - Castelnuovo Scrivia - Cerreto Grue - Costa Vescovato - Dernice - Fabbrica Curone - Fresonara - Frugarolo - Garbagna - Gavazzana - Gremiasco - Guazzora - Isola Sant'Antonio - Molino dei Torti - Momperone - Monleale - Montacuto - Montegioco - Montemarzino - Novi Ligure - Paderna - Pasturana - Pontecurone - Pozzol Groppo - Pozzolo Formigaro - Sale - San Sebastiano Curone - Sant'Agata Fossili - Sarezzano - Spineto Scrivia - Tortona - Viguzzolo - Villalvernia - Villaromagnano - Volpedo - Volpeglino | 9. Novi Ligure       |                                    |
| | 10. Acqui Terme      | Provincia di Alessandria           |
| - Acqui Terme - Albera Ligure - Alice Bel Colle - Arquata Scrivia - Belforte Monferrato - Bergamasco - Bistagno - Borghetto di Borbera - Borgoratto Alessandrino - Bosio - Cabella Ligure - Cantalupo Ligure - Capriata d'Orba - Carentino - Carpeneto - Carrega Ligure - Carrosio - Cartosio - Casaleggio Boiro - Cassine - Cassinelle - Castellania - Castelletto d'Erro - Castelletto d'Orba - Castelnuovo Bormida - Cavatore - Cremolino - Denice - Fraconalto - Francavilla Bisio - Frascaro - Gamalero - Gavi - Grognardo - Grondona - Lerma - Malvicino - Melazzo - Merana - Molare - Mongiardino Ligure - Montaldeo - Montaldo Bormida - Montechiaro d'Acqui - Morbello - Mornese - Morsasco - Orsara Bormida - Ovada - Pareto - Parodi Ligure - Ponti - Ponzone - Prasco - Predosa - Ricaldone - Rivalta Bormida - Rocca Grimalda - Roccaforte Ligure - Rocchetta Ligure - San Cristoforo - Sardigliano - Serravalle Scrivia - Sezzadio - Silvano d'Orba - Spigno Monferrato - Stazzano - Strevi - Tagliolo Monferrato - Tassarolo - Terzo - Trisobbio - Vignole Borbera - Visone - Voltaggio | 10. Acqui Terme      |                                    |
| | 11. Vercelli         | Provincia di Vercelli              |
| - Albano Vercellese - Alice Castello - Arborio - Asigliano Vercellese - Balocco - Bianzè - Borgo Vercelli - Borgo d'Ale - Buronzo - Caresana - Caresanablot - Carisio - Casanova Elvo - Cigliano - Collobiano - Costanzana - Crescentino - Crova - Desana - Fontanetto Po - Formigliana - Ghislarengo - Greggio - Lamporo - Lenta - Lignana - Livorno Ferraris - Moncrivello - Motta de' Conti - Olcenengo - Oldenico - Palazzolo Vercellese - Pertengo - Pezzana - Prarolo - Quinto Vercellese - Rive - Ronsecco - Rovasenda - Salasco - Sali Vercellese - Saluggia - San Germano Vercellese - San Giacomo Vercellese - Santhià - Stroppiana - Tricerro - Trino - Tronzano Vercellese - Vercelli - Villarboit - Villata | 11. Vercelli         |                                    |
| | 12. Cossato          | Provincia di Biella                |
| - Ailoche - Bioglio - Brusnengo - Callabiana - Camandona - Caprile - Casapinta - Castelletto Cervo - Cerreto Castello - Coggiola - Cossato - Crevacuore - Crosa - Curino - Gifflenga - Lessona - Masserano - Mezzana Mortigliengo - Mosso Santa Maria - Mottalciata - Pettinengo - Piatto - Pistolesa - Portula - Pray - Quaregna - Selve Marcone - Soprana - Sostegno - Strona - Trivero - Valdengo - Vallanzengo - Valle Mosso - Valle San Nicolao - Veglio - Vigliano Biellese - Villa del Bosco | 12. Cossato          |                                    |
| Provincia di Vercelli | 12. Cossato          |                                    |
| - Alagna Valsesia - Balmuccia - Boccioleto - Borgosesia - Breia - Campertogno - Carcoforo - Cellio - Cervatto - Civiasco - Cravagliana - Fobello - Gattinara - Guardabosone - Lozzolo - Mollia - Pila - Piode - Postua - Quarona - Rassa - Rima San Giuseppe - Rimasco - Rimella - Riva Valdobbia - Roasio - Rossa - Sabbia - Scopa - Scopello - Serravalle Sesia - Valduggia - Varallo - Vocca | 12. Cossato          |                                    |
| | 13. Biella           | Provincia di Biella                |
| - Andorno Micca - Benna - Biella - Borriana - Camburzano - Campiglia Cervo - Candelo - Cavaglià - Cerrione - Donato - Dorzano - Gaglianico - Graglia - Magnano - Massazza - Miagliano - Mongrando - Muzzano - Netro - Occhieppo Inferiore - Occhieppo Superiore - Piedicavallo - Pollone - Ponderano - Pralungo - Quittengo - Ronco Biellese - Roppolo - Rosazza - Sagliano Micca - Sala Biellese - Salussola - San Paolo Cervo - Sandigliano - Sordevolo - Tavigliano - Ternengo - Tollegno - Torrazzo - Verrone - Villanova Biellese - Viverone - Zimone - Zubiena - Zumaglia | 13. Biella           |                                    |
| | 14. Novara           | Provincia di Novara                |
| - Biandrate - Borgolavezzaro - Briona - Caltignaga - Carpignano Sesia - Casalbeltrame - Casaleggio Novara - Casalino - Casalvolone - Castellazzo Novarese - Garbagna Novarese - Granozzo con Monticello - Landiona - Mandello Vitta - Nibbiola - Novara - Recetto - San Nazzaro Sesia - San Pietro Mosezzo - Sillavengo - Terdobbiate - Tornaco - Vespolate - Vicolungo - Vinzaglio | 14. Novara           |                                    |
| | 15. Trecate          | Provincia di Novara                |
| - Agrate Conturbia - Barengo - Bellinzago Novarese - Bogogno - Borgo Ticino - Cameri - Castelletto sopra Ticino - Cavaglietto - Cavaglio d'Agogna - Cerano - Comignago - Cressa - Divignano - Fara Novarese - Fontaneto d'Agogna - Galliate - Ghemme - Marano Ticino - Mezzomerico - Momo - Oleggio - Pombia - Romentino - Sizzano - Sozzago - Suno - Trecate - Vaprio d'Agogna - Varallo Pombia - Veruno | 15. Trecate          |                                    |
| | 16. Borgomanero      | Provincia di Novara                |
| - Ameno - Armeno - Arona - Boca - Bolzano Novarese - Borgomanero - Briga Novarese - Cavallirio - Colazza - Cureggio - Dormelletto - Gargallo - Gattico - Gozzano - Grignasco - Invorio - Lesa - Maggiora - Massino Visconti - Meina - Miasino - Nebbiuno - Oleggio Castello - Orta San Giulio - Paruzzaro - Pella - Pettenasco - Pisano - Pogno - Prato Sesia - Romagnano Sesia - San Maurizio d'Opaglio - Soriso | 16. Borgomanero      |                                    |
| Provincia del Verbano-Cusio-Ossola | 16. Borgomanero      |                                    |
| - Arola - Casale Corte Cerro - Cesara - Germagno - Gravellona Toce - Loreglia - Madonna del Sasso - Massiola - Nonio - Omegna - Quarna Sopra - Quarna Sotto - Valstrona | 16. Borgomanero      |                                    |
| | 17. Verbania         | Provincia del Verbano-Cusio-Ossola |
| - Antrona Schieranco - Anzola d'Ossola - Arizzano - Aurano - Baceno - Bannio Anzino - Baveno - Bee - Belgirate - Beura-Cardezza - Bognanco - Borgomezzavalle - Brovello-Carpugnino - Calasca-Castiglione - Cambiasca - Cannero Riviera - Cannobio - Caprezzo - Ceppo Morelli - Cossogno - Craveggia - Crevoladossola - Crodo - Domodossola - Druogno - Formazza - Ghiffa - Gignese - Gurro - Intragna - Macugnaga - Malesco - Masera - Mergozzo - Miazzina - Montecrestese - Montescheno - Oggebbio - Ornavasso - Pallanzeno - Piedimulera - Pieve Vergonte - Premeno - Premia - Premosello-Chiovenda - Re - San Bernardino Verbano - Santa Maria Maggiore - Stresa - Toceno - Trarego Viggiona - Trasquera - Trontano - Valle Cannobina - Vanzone con San Carlo - Varzo - Verbania - Vignone - Villadossola - Villette - Vogogna | 17. Verbania         |                                    |

1. 1 2 3  Nel 1998 i comuni di Colcavagno, Montiglio e Scandeluzza hanno costituito il comune di Montiglio Monferrato
2. 1 2  Nel 1999 i comuni di Mosso Santa Maria e di Pistolesa hanno costituito il comune di Mosso

### XII legislatura

#### Risultati elettorali
| Coalizioni                   | Liste                              | Proporzionale | Proporzionale | Proporzionale | Maggioritario | Maggioritario | Maggioritario |
| Coalizioni                   | Liste                              | Voti          | %             | Seggi         | Voti          | %             | Seggi         |
| ---------------------------- | ---------------------------------- | ------------- | ------------- | ------------- | ------------- | ------------- | ------------- |
| Polo delle Libertà           | Forza Italia                       | 405.239       | 27,32         | 1             | 726.649       | 49,07         | 17            |
| Polo delle Libertà           | Lega Nord                          | 294.119       | 19.83         | 1             | 726.649       | 49,07         | 17            |
| Progressisti                 | Partito Democratico della Sinistra | 193.503       | 13,05         | 1             | 354.360       | 23,93         | -             |
| Progressisti                 | Rifondazione Comunista             | 85.436        | 5,76          | 1             | 354.360       | 23,93         | -             |
| Progressisti                 | Federazione dei Verdi              | 47.693        | 3,22          | -             | 354.360       | 23,93         | -             |
| Progressisti                 | Partito Socialista Italiano        | 24.994        | 1,69          | -             | 354.360       | 23,93         | -             |
| Progressisti                 | Alleanza Democratica               | 24.442        | 1,65          | -             | 354.360       | 23,93         | -             |
| Progressisti                 | La Rete                            | 15.954        | 1,08          | -             | 354.360       | 23,93         | -             |
| Patto per l'Italia           | Partito Popolare Italiano          | 205.588       | 13,86         | 1             | 244.732       | 16,53         | -             |
| Alleanza Nazionale           | Alleanza Nazionale                 | 110.764       | 7,47          | 1             | 113.369       | 7,66          | -             |
| Lista Pannella - Riformatori | Lista Pannella - Riformatori       | 75.503        | 5,09          | -             | 33.552        | 2,27          | -             |
| Lega per il Piemonte         | Lega per il Piemonte               | N.D.          | N.D.          | N.D.          | 8.203         | 0,55          | -             |
| Totale                       | Totale                             | 1.483.235     |               | 6             | 1.480.865     |               | 17            |

#### Eletti

##### Parte proporzionale
| Forza Italia | Lega Nord             | Partito Popolare Italiano | Partito Democratico della Sinistra | Alleanza Nazionale | Rifondazione Comunista |
| ------------ | --------------------- | ------------------------- | ---------------------------------- | ------------------ | ---------------------- |
|              |                       |                           |                                    |                    |                        |
| - Enzo Ghigo | - Sebastiano Fogliato | - Giovenale Gerbaudo      | - Livia Turco                      | - Marco Zacchera   | - Angelo Muzio         |

##### Parte maggioritaria
Eletti nel Polo delle Libertà (FI - LN)
| Collegio          | Deputato | Deputato                | Partito  |
| ----------------- | -------- | ----------------------- | -------- |
| Alba              |          | Francesco Miroglio      | LN       |
| Savigliano        |          | Flavio Caselli          | LN       |
| Fossano           |          | Raffaele Costa          | FI (UdC) |
| Cuneo             |          | Domenico Comino         | LN       |
| Canelli           |          | Paolo Franzini Tibaldeo | LN       |
| Asti              |          | Paolo Tagini            | LN       |
| Casale Monferrato |          | Claudio Percivalle      | LN       |
| Alessandria       |          | Oreste Rossi            | LN       |
| Novi Ligure       |          | Gian Piero Broglia      | FI       |
| Acqui Terme       |          | Valerio Malvezzi        | LN       |
| Vercelli          |          | Roberto Rosso           | FI       |
| Cossato           |          | Roberto Lavagnini       | FI       |
| Biella            |          | Stefano Aimone Prina    | LN       |
| Novara            |          | Luciano Angelo Bistaffa | LN       |
| Trecate           |          | Vittorio Tarditi        | FI       |
| Borgomanero       |          | Emilio Zenoni           | LN       |
| Verbania          |          | Mauro Polli             | LN       |

### XIII legislatura

#### Risultati elettorali
| Coalizioni                | Liste                              | Proporzionale | Proporzionale | Proporzionale | Maggioritario | Maggioritario | Maggioritario |
| Coalizioni                | Liste                              | Voti          | %             | Seggi         | Voti          | %             | Seggi         |
| ------------------------- | ---------------------------------- | ------------- | ------------- | ------------- | ------------- | ------------- | ------------- |
| Polo per le Libertà       | Forza Italia                       | 349.793       | 24,45         | 1             | 528.801       | 37,02         | 11            |
| Polo per le Libertà       | Alleanza Nazionale                 | 160.991       | 11,25         | -             | 528.801       | 37,02         | 11            |
| Polo per le Libertà       | CCD-CDU                            | 72.166        | 5,04          | 1             | 528.801       | 37,02         | 11            |
| L'Ulivo                   | Partito Democratico della Sinistra | 212.398       | 14,85         | 1             | 525.318       | 36,78         | 5             |
| L'Ulivo                   | Popolari per Prodi                 | 118.358       | 8,27          | 1             | 525.318       | 36,78         | 5             |
| L'Ulivo                   | Federazione dei Verdi              | 35.583        | 2,49          | -             | 525.318       | 36,78         | 5             |
| Lega Nord                 | Lega Nord                          | 328.333       | 22,95         | 2             | 347.012       | 24,30         | 1             |
| Rifondazione Comunista    | Rifondazione Comunista             | 110.437       | 7,72          | 1             | N.D.          | N.D.          | N.D.          |
| Lista Pannella-Sgarbi     | Lista Pannella-Sgarbi              | 34.096        | 2,38          | -             | 9.157         | 0,64          | -             |
| Mani Pulite               | Mani Pulite                        | 8.565         | 0,60          | -             | 9.343         | 0,65          | -             |
| Piemonte Nazione d'Europa | Piemonte Nazione d'Europa          | N.D.          | N.D.          | N.D.          | 7.132         | 0,50          | -             |
| Alleanza per il Centro    | Alleanza per il Centro             | N.D.          | N.D.          | N.D.          | 1.531         | 0,11          | -             |
| Totale                    | Totale                             | 1.430.720     |               | 7             | 1.428.294     |               | 17            |

#### Eletti

##### Parte proporzionale
| Forza Italia       | Lega Nord                      | Partito Democratico della Sinistra | Popolari per Prodi   | Rifondazione Comunista | CCD-CDU           |
| ------------------ | ------------------------------ | ---------------------------------- | -------------------- | ---------------------- | ----------------- |
|                    |                                |                                    |                      |                        |                   |
| - Franco Stradella | - Tino Rossi - Domenico Comino | - Silvana Dameri                   | - Giancarlo Lombardi | - Angelo Muzio         | - Teresio Delfino |

##### Parte maggioritaria
Eletti nel Polo per le Libertà (FI - AN - CCD-CDU)
     Eletti nella Lega Nord
     Eletti nell'Ulivo (PDS - P-S-P-U-P - RI - FdV)
| Collegio          | Deputato | Deputato                      | Partito |
| ----------------- | -------- | ----------------------------- | ------- |
| Alba              |          | Mariella Cavanna Scirea       |         |
| Savigliano        |          | Sergio Soave                  |         |
| Fossano           |          | Raffaele Costa                |         |
| Cuneo             |          | Mario Lucio Barral            |         |
| Canelli           |          | Maria Teresa Armosino         |         |
| Asti              |          | Vittorio Voglino              |         |
| Casale Monferrato |          | Eugenio Viale                 |         |
| Alessandria       |          | Renzo Penna                   |         |
| Asti              |          | Gianni Rivera                 |         |
| Acqui Terme       |          | Lino Carlo Rava               |         |
| Vercelli          |          | Roberto Rosso                 |         |
| Cossato           |          | Sandro Delmastro delle Vedove |         |
| Biella            |          | Roberto Lavagnini             |         |
| Novara            |          | Ugo Martinat                  |         |
| Trecate           |          | Vittorio Tarditi              |         |
| Borgomanero       |          | Paolo Mammola                 |         |
| Verbania          |          | Marco Zacchera                |         |

### XIV legislatura

#### Risultati elettorali
| Coalizioni             | Liste                   | Proporzionale | Proporzionale | Proporzionale | Maggioritario | Maggioritario | Maggioritario |
| Coalizioni             | Liste                   | Voti          | %             | Seggi         | Voti          | %             | Seggi         |
| ---------------------- | ----------------------- | ------------- | ------------- | ------------- | ------------- | ------------- | ------------- |
| Casa delle Libertà     | Forza Italia            | 459.819       | 33,46         | 3             | 689.707       | 49,85         | 16            |
| Casa delle Libertà     | Alleanza Nazionale      | 131.058       | 9,54          | 1             | 689.707       | 49,85         | 16            |
| Casa delle Libertà     | Lega Nord               | 106.679       | 7,76          | -             | 689.707       | 49,85         | 16            |
| Casa delle Libertà     | CCD-CDU                 | 36.403        | 2,65          | -             | 689.707       | 49,85         | 16            |
| Casa delle Libertà     | Nuovo PSI               | 14.081        | 1,02          | -             | 689.707       | 49,85         | 16            |
| L'Ulivo                | Democratici di Sinistra | 191.857       | 13,96         | 1             | 553.734       | 40,02         | 1             |
| L'Ulivo                | La Margherita           | 182.042       | 13,25         | 1             | 553.734       | 40,02         | 1             |
| L'Ulivo                | Comunisti Italiani      | 29.713        | 2,16          | -             | 553.734       | 40,02         | 1             |
| L'Ulivo                | Il Girasole             | 25.645        | 1,87          | -             | 553.734       | 40,02         | 1             |
| Rifondazione Comunista | Rifondazione Comunista  | 58.131        | 4,23          | -             | N.D.          | N.D.          | N.D.          |
| Italia dei Valori      | Italia dei Valori       | 55.136        | 4,01          | -             | 41.470        | 3,00          | -             |
| Lista Emma Bonino      | Lista Emma Bonino       | 47.659        | 3,47          | -             | 32.072        | 2,32          | -             |
| Democrazia Europea     | Democrazia Europea      | 23.214        | 1,69          | -             | 38.404        | 2,78          | -             |
| Fiamma Tricolore       | Fiamma Tricolore        | 11.379        | 0,83          | -             | 9.214         | 0,67          | -             |
| Abolizione Scorporo    | Abolizione Scorporo     | 1.326         | 0,10          | -             | N.D.          | N.D.          | N.D.          |
| Totale                 | Totale                  | 1.374.142     |               | 6             | 1.383.647     |               | 17            |

#### Eletti

##### Parte proporzionale
| Forza Italia                                                     | Democratici di Sinistra | La Margherita     | Alleanza Nazionale |
| ---------------------------------------------------------------- | ----------------------- | ----------------- | ------------------ |
|                                                                  |                         |                   |                    |
| - Marcello Pacini - Patrizia Paoletti Tangheroni - Non assegnato | - Silvana Dameri        | - Paolo Gentiloni | - Maurizio Leo     |

##### Parte maggioritaria
Eletti nella Casa delle Libertà (FI - AN - LN - CCD-CDU)
     Eletti nell'Ulivo (DS - DL - Girasole - PdCI)
| Collegio          | Deputato | Deputato                      | Partito |
| ----------------- | -------- | ----------------------------- | ------- |
| Alba              |          | Guido Crosetto                |         |
| Savigliano        |          | Guido Giuseppe Rossi          |         |
| Fossano           |          | Raffaele Costa                |         |
| Cuneo             |          | Teresio Delfino               |         |
| Canelli           |          | Maria Teresa Armosino         |         |
| Asti              |          | Giorgio Galvagno              |         |
| Casale Monferrato |          | Eugenio Viale                 |         |
| Alessandria       |          | Franco Stradella              |         |
| Asti              |          | Renzo Patria                  |         |
| Acqui Terme       |          | Lino Carlo Rava               |         |
| Vercelli          |          | Walter Zanetta                |         |
| Cossato           |          | Sandro Delmastro delle Vedove |         |
| Biella            |          | Roberto Lavagnini             |         |
| Novara            |          | Gianni Mancuso                |         |
| Trecate           |          | Vittorio Tarditi              |         |
| Borgomanero       |          | Daniele Galli                 |         |
| Verbania          |          | Marco Zacchera                |         |

## Dal 2005 al 2017

### XV legislatura

#### Risultati elettorali
|                               | Forza Italia                                      | 378 046   | 27,04 | 5  |  |  |  |  |  |
|                               | Alleanza Nazionale                                | 161 172   | 11,53 | 2  |  |  |  |  |  |
|                               | Lega Nord – MPA                                   | 119 300   | 8,53  | 2  |  |  |  |  |  |
|                               | Unione dei Democratici Cristiani e di Centro      | 92 207    | 6,60  | 1  |  |  |  |  |  |
|                               | Fiamma Tricolore                                  | 8 427     | 0,60  | –  |  |  |  |  |  |
|                               | Alternativa Sociale                               | 8 313     | 0,59  | –  |  |  |  |  |  |
|                               | Democrazia Cristiana per le Autonomie – Nuovo PSI | 7 626     | 0,55  | 1  |  |  |  |  |  |
|                               | No Euro                                           | 6 228     | 0,45  | –  |  |  |  |  |  |
|                               | Totale coalizione                                 | 781 319   | 55,88 | 11 |  |  |  |  |  |
|                               | L'Ulivo                                           | 388 106   | 27,76 | 7  |  |  |  |  |  |
|                               | Partito della Rifondazione Comunista              | 71 309    | 5,10  | 1  |  |  |  |  |  |
|                               | Rosa nel Pugno                                    | 35 465    | 2,54  | 1  |  |  |  |  |  |
|                               | Partito dei Comunisti Italiani                    | 34 159    | 2,44  | 1  |  |  |  |  |  |
|                               | Italia dei Valori                                 | 32 132    | 2,30  | 1  |  |  |  |  |  |
|                               | Federazione dei Verdi                             | 28 165    | 2,01  | –  |  |  |  |  |  |
|                               | Partito Pensionati                                | 18 633    | 1,33  | –  |  |  |  |  |  |
|                               | Popolari UDEUR                                    | 8 838     | 0,63  | –  |  |  |  |  |  |
|                               | Totale coalizione                                 | 616 807   | 44,12 | 11 |  |  |  |  |  |
| Totale                        | Totale                                            | 1 398 126 | 100   | 22 |  |  |  |  |  |
|                               |                                                   |           |       |    |  |  |  |  |  |
| Voti non validi               | Voti non validi                                   | 50 153    | 3,46  |    |  |  |  |  |  |
| Votanti                       | Votanti                                           | 1 448 279 | 84,90 |    |  |  |  |  |  |
| Elettori                      | Elettori                                          | 1 705 928 |       |    |  |  |  |  |  |
|                               |                                                   |           |       |    |  |  |  |  |  |
| Fonte: Ministero dell'interno |                                                   |           |       |    |  |  |  |  |  |

#### Eletti
| L'Ulivo | Rifondazione Comunista                                | Rosa nel Pugno                                     | Comunisti Italiani                                                                                      | Italia dei Valori                                          |
| --- | ----------------------------------------------------- | -------------------------------------------------- | --- | ---------------------------------------------------------- |
| |                                                       |                                                    | |                                                            |
| - → Romano Prodi - → Paolo Gentiloni - Cesare Damiano - Mario Lovelli - Maria Leddi - Elisabetta Rampi - Massimo Fiorio - Mario Barbi - Giuseppe Giulietti - Marco Calgaro | - → Fausto Bertinotti - Paolo Ferrero                 | - → Enrico Boselli - → Emma Bonino - Marco Cappato | - → Oliviero Diliberto - → Cosimo Sgobio - → Nicola Tranfaglia - → Katia Bellillo - Silvio Crapolicchio | - → Leoluca Orlando - → Antonio Di Pietro - Egidio Pedrini |
| |                                                       |                                                    | |                                                            |
| Forza Italia | Alleanza Nazionale                                    | Lega Nord                                          | Unione dei Democratici Cristiani                                                                        | DCA - Nuovo PSI                                            |
| |                                                       |                                                    | |                                                            |
| - → Silvio Berlusconi - → Giulio Tremonti - Maria Teresa Armosino - → Guido Crosetto - Enrico Costa - Franco Stradella - Valter Zanetta - Daniele Galli                    | - → Gianfranco Fini - Marco Zacchera - Gianni Mancuso | - → Umberto Bossi - Roberto Cota - Enrico Montani  | - → Pier Ferdinando Casini - → Lorenzo Cesa - Teresio Delfino                                           | - Mauro Del Bue                                            |

1. ↑  Opta per la circoscrizione Emilia-Romagna
2. ↑  Opta per la circoscrizione Lazio 1
3. ↑  Opta per la circoscrizione Piemonte 1
4. ↑  Dimissionario in data 06.06.2006; subentra Anna Maria Cardano in pari data
5. ↑  Opta per la circoscrizione Sicilia 2
6. ↑  Opta per la circoscrizione Veneto 2
7. ↑  Opta per la circoscrizione Sicilia 1
8. ↑  Opta per la circoscrizione Lombardia 1
9. ↑  Opta per la circoscrizione Campania 1
10. ↑  Opta per la circoscrizione Piemonte 1
11. ↑  Opta per la circoscrizione Sicilia 1
12. ↑  Opta per la circoscrizione Veneto 2
13. ↑  Opta per la circoscrizione Campania 1
14. ↑  Opta per la circoscrizione Calabria
15. ↑  Opta per la circoscrizione Piemonte 1
16. ↑  Opta per la circoscrizione Emilia-Romagna
17. ↑  Mantiene la carica di europarlamentare
18. ↑  Opta per la circoscrizione Lombardia 1
19. ↑  Opta per la circoscrizione Lombardia 2

### XVI legislatura

#### Risultati elettorali
|                               | Il Popolo della Libertà               | 483 831   | 36,38 | 10 |  |  |  |  |  |
|                               | Lega Nord                             | 222 515   | 16,73 | 3  |  |  |  |  |  |
|                               | Totale coalizione                     | 706 346   | 53,11 | 15 |  |  |  |  |  |
|                               | Partito Democratico                   | 379 150   | 28,51 | 6  |  |  |  |  |  |
|                               | Italia dei Valori                     | 52 369    | 3,94  | 1  |  |  |  |  |  |
|                               | Totale coalizione                     | 431 519   | 32,44 | 7  |  |  |  |  |  |
|                               | Unione di Centro                      | 71 103    | 5,35  | 1  |  |  |  |  |  |
|                               | La Destra - Fiamma Tricolore          | 38 203    | 2,87  | –  |  |  |  |  |  |
|                               | La Sinistra l'Arcobaleno              | 35 405    | 2,66  | –  |  |  |  |  |  |
|                               | Partito Comunista dei Lavoratori      | 8 300     | 0,62  | –  |  |  |  |  |  |
|                               | Partito Socialista                    | 8 049     | 0,61  | –  |  |  |  |  |  |
|                               | Lista dei Grilli Parlanti             | 6 531     | 0,49  | –  |  |  |  |  |  |
|                               | Sinistra Critica                      | 5 812     | 0,44  | –  |  |  |  |  |  |
|                               | Per il Bene Comune                    | 5 128     | 0,39  | –  |  |  |  |  |  |
|                               | Associazione per la Difesa della Vita | 4 700     | 0,35  | –  |  |  |  |  |  |
|                               | Partito Liberale Italiano             | 3 732     | 0,28  | –  |  |  |  |  |  |
|                               | Unione Democratica per i Consumatori  | 2 599     | 0,20  | –  |  |  |  |  |  |
|                               | Movimento Europeo Diversamente Abili  | 2 615     | 0,20  | –  |  |  |  |  |  |
| Totale                        | Totale                                | 1 330 042 | 100   | 23 |  |  |  |  |  |
|                               |                                       |           |       |    |  |  |  |  |  |
| Voti non validi               | Voti non validi                       | 52 052    | 3,77  |    |  |  |  |  |  |
| Votanti                       | Votanti                               | 1 382 094 | 81,42 |    |  |  |  |  |  |
| Elettori                      | Elettori                              | 1 697 457 |       |    |  |  |  |  |  |
|                               |                                       |           |       |    |  |  |  |  |  |
| Fonte: Ministero dell'interno |                                       |           |       |    |  |  |  |  |  |

#### Eletti
| Il Popolo della Libertà |
| --- |
| |
| - → Silvio Berlusconi - → Gianfranco Fini - Lucio Stanca - Marco Zacchera - Maria Teresa Armosino - Enrico Costa - Alessandro Ruben - Giuseppe Vegas - Roberto Rosso - Franco Stradella - Gianni Mancuso - Gaetano Nastri |
| Lega Nord |
| |
| - → Umberto Bossi - Roberto Cota - Gianluca Buonanno - Roberto Simonetti - Maria Piera Pastore - Sebastiano Fogliato |

| Partito Democratico                                                                              |
| ------------------------------------------------------------------------------------------------ |
|                                                                                                  |
| - Luigi Bobba - Cesare Damiano - Mario Lovelli - Mario Barbi - Massimo Fiorio - Elisabetta Rampi |
| Italia dei Valori                                                                                |
|                                                                                                  |
| - → Antonio Di Pietro - → Massimo Donadi - Renato Cambursano                                     |

| Unione di Centro                                                   |
| ------------------------------------------------------------------ |
|                                                                    |
| - → Pier Ferdinando Casini - → Rocco Buttiglione - Teresio Delfino |

1. ↑  Opta per la circoscrizione Molise
2. ↑  Opta per la circoscrizione Emilia-Romagna
3. ↑  Opta per la circoscrizione Lombardia 1
4. ↑  Opta per la circoscrizione Molise
5. ↑  Opta per la circoscrizione Veneto 2
6. ↑  Opta per la circoscrizione Liguria
7. ↑  Opta per la circoscrizione Puglia

### XVII legislatura

#### Risultati elettorali
|                               | Il Popolo della Libertà       | 269 174   | 22,12 | 3  |  |  |  |  |  |
|                               | Lega Nord                     | 78 400    | 6,44  | 1  |  |  |  |  |  |
|                               | Fratelli d'Italia             | 39 091    | 3,21  | 1  |  |  |  |  |  |
|                               | La Destra                     | 5 485     | 0,45  | –  |  |  |  |  |  |
|                               | Moderati in Rivoluzione       | 2 388     | 0,20  | –  |  |  |  |  |  |
|                               | Totale coalizione             | 394 538   | 32,43 | 5  |  |  |  |  |  |
|                               | Partito Democratico           | 285 095   | 23,43 | 10 |  |  |  |  |  |
|                               | Sinistra Ecologia Libertà     | 26 624    | 2,19  | 1  |  |  |  |  |  |
|                               | Centro Democratico            | 2 790     | 0,23  | –  |  |  |  |  |  |
|                               | Totale coalizione             | 314 509   | 25,85 | 11 |  |  |  |  |  |
|                               | Movimento 5 Stelle            | 313 573   | 25,77 | 4  |  |  |  |  |  |
|                               | Scelta Civica                 | 130 870   | 10,76 | 2  |  |  |  |  |  |
|                               | Unione di Centro              | 16 763    | 1,38  | –  |  |  |  |  |  |
|                               | Futuro e Libertà per l'Italia | 3 413     | 0,28  | –  |  |  |  |  |  |
|                               | Totale coalizione             | 151 046   | 12,41 | 2  |  |  |  |  |  |
|                               | Rivoluzione Civile            | 19 576    | 1,61  | –  |  |  |  |  |  |
|                               | Fare per Fermare il Declino   | 17 236    | 1,42  | –  |  |  |  |  |  |
|                               | Forza Nuova                   | 4 654     | 0,38  | –  |  |  |  |  |  |
|                               | Pensiero e Azione             | 1 526     | 0,13  | –  |  |  |  |  |  |
| Totale                        | Totale                        | 1 216 658 | 100   | 22 |  |  |  |  |  |
|                               |                               |           |       |    |  |  |  |  |  |
| Voti non validi               | Voti non validi               | 51 301    | 4,05  |    |  |  |  |  |  |
| Votanti                       | Votanti                       | 1 267 959 | 76,04 |    |  |  |  |  |  |
| Elettori                      | Elettori                      | 1 667 470 |       |    |  |  |  |  |  |
|                               |                               |           |       |    |  |  |  |  |  |
| Fonte: Ministero dell'interno |                               |           |       |    |  |  |  |  |  |

#### Eletti
| Partito Democratico |
| --- |
| |
| - Mino Taricco - Luigi Bobba - Massimo Fiorio - Flavia Piccoli Nardelli - Enrico Borghi - Cristina Bargero - Franca Biondelli - Francesco Bonifazi - Gianluca Benamati - Chiara Gribaudo |
| Sinistra Ecologia Libertà |
| |
| - → Nichi Vendola - Fabio Lavagno |

| Il Popolo della Libertà                                      |
| ------------------------------------------------------------ |
|                                                              |
| - → Angelino Alfano - Enrico Costa - Elio Vito - Bruno Archi |
| Lega Nord                                                    |
|                                                              |
| - → Roberto Cota - Gianluca Buonanno                         |
| Fratelli d'Italia                                            |
|                                                              |
| - → Giorgia Meloni - Gaetano Nastri                          |

| Movimento 5 Stelle                                            |
| ------------------------------------------------------------- |
|                                                               |
| - Fabiana Dadone - Davide Crippa - Mirko Busto - Paolo Romano |

| Scelta Civica                      |
| ---------------------------------- |
|                                    |
| - Renato Balduzzi - Mariano Rabino |

1. ↑  Opta per la circoscrizione Puglia
2. ↑  Opta per la circoscrizione Piemonte 1
3. ↑  Opta per la circoscrizione Piemonte 1
4. ↑  Opta per la circoscrizione Lombardia 3

## Dal 2017

### Collegi elettorali

#### Dal 2017 al 2020
Alla circoscrizione sono attribuiti 22 seggi: 8 sono assegnati mediante sistema maggioritario in altrettanti collegi uninominali, 14 mediante sistema proporzionale, all'interno di due collegi plurinominali.
| Collegi plurinominali | Collegi plurinominali | Collegi uninominali                                         |
| --------------------- | --------------------- | ----------------------------------------------------------- |
|                       | Piemonte 2 - 01       | - 05 - Alessandria - 06 - Asti - 07 - Cuneo - 08 - Alba     |
|                       | Piemonte 2 - 02       | - 01 - Verbania - 02 - Novara - 03 - Biella - 04 - Vercelli |

#### Dal 2020
Alla circoscrizione sono attribuiti 14 seggi: 5 sono assegnati mediante sistema maggioritario in altrettanti collegi uninominali; 9 mediante sistema proporzionale, all'interno di due collegi plurinominali.
| Collegi plurinominali | Collegi plurinominali | Collegi uninominali                         |
| --------------------- | --------------------- | ------------------------------------------- |
|                       | Piemonte 2 - 01       | - 02 - Novara - 03 - Vercelli               |
|                       | Piemonte 2 - 02       | - 01 - Alessandria - 04 - Asti - 05 - Cuneo |

### XVIII legislatura

#### Risultati elettorali
|                            | Lega                           | 308 899   | 26,34 | 4  | 546 286   | 46,59 | 8 |  |  |
|                            | Forza Italia                   | 173 331   | 14,78 | 2  | 546 286   | 46,59 | 8 |  |  |
|                            | Fratelli d'Italia              | 53 125    | 4,53  | 1  | 546 286   | 46,59 | 8 |  |  |
|                            | Noi con l'Italia – UDC         | 10 931    | 0,93  | –  | 546 286   | 46,59 | 8 |  |  |
|                            | Movimento 5 Stelle             | 284 661   | 24,28 | 4  | 284 661   | 24,28 | – |  |  |
|                            | Partito Democratico            | 215 220   | 18,36 | 3  | 264 547   | 22,56 | – |  |  |
|                            | +Europa                        | 38 225    | 3,26  | –  | 264 547   | 22,56 | – |  |  |
|                            | Civica Popolare                | 6 319     | 0,54  | –  | 264 547   | 22,56 | – |  |  |
|                            | Italia Europa Insieme          | 4 783     | 0,41  | –  | 264 547   | 22,56 | – |  |  |
|                            | Liberi e Uguali                | 34 981    | 2,98  | 1  | 34 981    | 2,98  | – |  |  |
|                            | CasaPound                      | 11 652    | 0,99  | –  | 11 652    | 0,99  | – |  |  |
|                            | Potere al Popolo!              | 10 878    | 0,93  | –  | 10 878    | 0,93  | – |  |  |
|                            | Il Popolo della Famiglia       | 7 680     | 0,65  | –  | 7 680     | 0,65  | – |  |  |
|                            | Italia agli Italiani (FN - FT) | 7 016     | 0,60  | –  | 7 016     | 0,60  | – |  |  |
|                            | Partito Valore Umano           | 4 820     | 0,41  | –  | 4 820     | 0,41  | – |  |  |
| Totale                     | Totale                         | 1 172 521 | 100   | 15 | 1 172 521 | 100   | 8 |  |  |
|                            |                                |           |       |    |           |       |   |  |  |
| Schede bianche             | Schede bianche                 | 14 107    | 1,16  |    |           |       |   |  |  |
| Schede nulle               | Schede nulle                   | 34 100    | 2,79  |    |           |       |   |  |  |
| Votanti                    | Votanti                        | 1 220 728 | 74,52 |    |           |       |   |  |  |
| Elettori                   | Elettori                       | 1 638 221 |       |    |           |       |   |  |  |
|                            |                                |           |       |    |           |       |   |  |  |
| Fonte: Camera dei deputati |                                |           |       |    |           |       |   |  |  |

#### Eletti

##### Eletti nei collegi uninominali
Eletti nella coalizione di centro-sinistra (PD-+EUR-CP-Insieme)
     Eletti nella coalizione di centro-destra (Lega-FI-FdI-NcI)
| Collegio uninominale | Eletto | Eletto                        | Partito |
| -------------------- | ------ | ----------------------------- | ------- |
| 1. Verbania          |        | Mirella Cristina              | FI      |
| 2. Novara            |        | Alberto Luigi Gusmeroli       | Lega    |
| 3. Biella            |        | Andrea Delmastro Delle Vedove | FdI     |
| 4. Vercelli          |        | Paolo Tiramani                | Lega    |
| 5. Alessandria       |        | Riccardo Molinari             | Lega    |
| 6. Asti              |        | Andrea Giaccone               | Lega    |
| 7. Cuneo             |        | Flavio Gastaldi               | Lega    |
| 8. Alba              |        | Enrico Costa                  | NcI     |

1. ↑  Aderisce al gruppo misto, componente Noi con l'Italia; in data 18.04.2018 aderisce a Forza Italia; in data 04.08.2020 al gruppo misto, non iscritti; in data 26.11.2020 alla componente Azione-+Europa-Radicali Italiani

##### Eletti nei collegi plurinominali
| Collegio plurinominale | Lega                              | M5S                                    | Partito Democratico                 | Forza Italia     | Fratelli d'Italia | Liberi e Uguali    |
| ---------------------- | --------------------------------- | -------------------------------------- | ----------------------------------- | ---------------- | ----------------- | ------------------ |
| Collegio plurinominale |                                   |                                        |                                     |                  |                   |                    |
| Piemonte 2 - 01        | - Lino Pettazzi - Rossana Boldi   | - Fabiana Dadone - Paolo Nicolò Romano | - Chiara Gribaudo - Alberto Losacco | - Osvaldo Napoli | - Monica Ciaburro | - Federico Fornaro |
| Piemonte 2 - 02        | - Marzio Liuni - Cristina Patelli | - Davide Crippa - Lucia Azzolina       | - Enrico Borghi                     | - Diego Sozzani  | -                 | -                  |

1. ↑  In data 20.10.2020 aderisce al gruppo misto, non iscritti; in data 24.02.2021 alla componente «Alternativa»; in data 09.02.2022 torna nei non iscritti; in data 10.02.2022 aderisce alla componente «Europa Verde - Verdi Europei».
2. ↑  In data 15.02.2021 aderisce al gruppo misto, non iscritti; in data 16.02.2021 alla componente «Cambiamo! - Popolo Protagonista»; in data 27.05.2021 al gruppo Coraggio Italia; in data 17.03.2022 al gruppo misto, componente «Azione-+Europa-Radicali Italiani».
3. ↑  In data 30.07.2022 aderisce al gruppo misto, non iscritti.
4. ↑  In data 24.06.2022 aderisce al gruppo Insieme per il Futuro.

### XIX legislatura

#### Risultati elettorali
|                               | Fratelli d'Italia                                       | 306 989   | 30,40 | 3 | 535 915   | 53,07 | 5 |  |  |
|                               | Lega per Salvini Premier                                | 131 051   | 12,98 | 1 | 535 915   | 53,07 | 5 |  |  |
|                               | Forza Italia                                            | 91 250    | 9,04  | 1 | 535 915   | 53,07 | 5 |  |  |
|                               | Noi Moderati                                            | 6 625     | 0,66  | – | 535 915   | 53,07 | 5 |  |  |
|                               | Partito Democratico - Italia Democratica e Progressista | 177 702   | 17,60 | 2 | 250 181   | 24,77 | – |  |  |
|                               | +Europa                                                 | 36 068    | 3,57  | – | 250 181   | 24,77 | – |  |  |
|                               | Alleanza Verdi e Sinistra                               | 31 147    | 3,08  | – | 250 181   | 24,77 | – |  |  |
|                               | Impegno Civico – Centro Democratico                     | 5 264     | 0,52  | – | 250 181   | 24,77 | – |  |  |
|                               | Azione - Italia Viva                                    | 87 349    | 8,65  | 1 | 87 349    | 8,65  | – |  |  |
|                               | Movimento 5 Stelle                                      | 81 918    | 8,11  | 1 | 81 918    | 8,11  | – |  |  |
|                               | Italexit                                                | 26 493    | 2,62  | – | 26 493    | 2,62  | – |  |  |
|                               | Italia Sovrana e Popolare                               | 16 455    | 1,63  | – | 16 455    | 1,63  | – |  |  |
|                               | Unione Popolare                                         | 11 517    | 1,14  | – | 11 517    | 1,14  | – |  |  |
| Totale                        | Totale                                                  | 1 009 828 | 100   | 9 | 1 009 828 | 100   | 5 |  |  |
|                               |                                                         |           |       |   |           |       |   |  |  |
| Schede bianche                | Schede bianche                                          | 15 878    | 1,49  |   |           |       |   |  |  |
| Schede nulle                  | Schede nulle                                            | 37 742    | 3,55  |   |           |       |   |  |  |
| Votanti                       | Votanti                                                 | 1 063 448 | 66,61 |   |           |       |   |  |  |
| Elettori                      | Elettori                                                | 1 596 516 |       |   |           |       |   |  |  |
|                               |                                                         |           |       |   |           |       |   |  |  |
| Data: 25 settembre 2022       |                                                         |           |       |   |           |       |   |  |  |
| Fonte: Ministero dell'interno |                                                         |           |       |   |           |       |   |  |  |

#### Eletti

##### Eletti nei collegi uninominali
Eletti nella coalizione di centro-sinistra (PD-ID - AVS - +E - IC-CD)
     Eletti nella coalizione di coalizione di centro-destra (FdI - LSP - FI - NM)
| Collegio uninominale | Eletto | Eletto                        | Partito           |
| -------------------- | ------ | ----------------------------- | ----------------- |
| 01 - Alessandria     |        | Riccardo Molinari             | Lega              |
| 02 - Novara          |        | Alberto Gusmeroli             | Lega              |
| 03 - Vercelli        |        | Andrea Delmastro Delle Vedove | Fratelli d'Italia |
| 04 - Asti            |        | Marcello Coppo                | Fratelli d'Italia |
| 05 - Cuneo           |        | Monica Ciaburro               | Fratelli d'Italia |

##### Eletti nei collegi plurinominali
| Collegio plurinominale | Fratelli d'Italia             | Partito Democratico-IDP | Lega              | Forza Italia         | Azione - Italia Viva | Movimento 5 Stelle |
| ---------------------- | ----------------------------- | ----------------------- | ----------------- | -------------------- | -------------------- | ------------------ |
| Collegio plurinominale |                               |                         |                   |                      |                      |                    |
| Piemonte 2 - 01        | - Emanuele Pozzolo            | - Federico Fornaro      | -                 | -                    | -                    | -                  |
| Piemonte 2 - 02        | - Enzo Amich - Fabrizio Comba | - Chiara Gribaudo       | - Andrea Giaccone | - Matilde Siracusano | - Luigi Marattin     | - Chiara Appendino |

1. ↑  In data 14.05.2025 aderisce al gruppo misto-NI.
2. ↑  In data 09.09.2024 aderisce al gruppo misto-NI.